# Pukkiholma (ö, lat 60,51, long 21,40)
Pukkiholma är en ö i Finland.   Den ligger i kommunen Gustavs i landskapet Egentliga Finland, i den sydvästra delen av landet, 200 km väster om huvudstaden Helsingfors. Arean är 0,20 kvadratkilometer.
Terrängen på Pukkiholma är mycket platt. Öns högsta punkt är 12 meter över havet. Den sträcker sig 0,6 kilometer i nord-sydlig riktning, och 0,5 kilometer i öst-västlig riktning.